# موزه سی‌آر۷
موزه سی‌آر۷ (به پرتغالی: Museu CR7) موزه‌ای است که به جام‌های فوتبالیست پرتغالی کریستیانو رونالدو اختصاص دارد. این شهر در زادگاه رونالدو، شهر فونچال در جزیره مادیرا پرتغال واقع شده‌است.در این موزه مجسمه ها و جوایز بازیکن بزرگ پرتغالی کریستیانو رونالدو نگهداری می شود.
بالای موزه هتلی است که با مشارکت رونالدو و گروه پیستانا ساخته شده‌است. کف موزه کنونی نیز مانند موزه پیشین به سبک سنگ‌فرش پرتغالی و مزین به آرم موزه است. این موزه حامی رسمی تیم فوتبال محلی اونیائو دا مادیرا است.
در جلوی موزه، مجسمه برنزی کریستیانو رونالدو، ساخته شده توسط مجسمه‌ساز مادیرانی، ریکاردو ولوسا، قرار دارد.

## تاریخچه
این موزه در ۱۵ دسامبر ۲۰۱۳ توسط باشگاه سابق رونالدو اسپورتینگ افتتاح شد. دیگر شرکت‌کنندگان در مراسم افتتاحیه، دومین رئیس دولت منطقه‌ای مادیرا، آلبرتو ژوائو ژاردیم، پپه، پائولو بنتو، امیلیو بوتراگوئنو و دوست دختر رونالدو در آن زمان، ایرینا شایک بودند. در افتتاحیه، این مجموعه دارای ۱۲۶ جایزه بود. مکان اصلی موزه در فضایی ۴۰۰ متری واقع در Rua Imperatriz Dona Amélia در Sé، فونشال بود.
در ۲۴ مارس ۲۰۱۶، مجسمه برنزی رونالدو چندین متر از محل خود در نزدیکی جاده Avenida Sá Carneiro منتقل شد تا مقابل هتل در حال ساخت و موزه جدید، نزدیک‌تر به بندر فونچال، با جایگاه مجسمه قرار گیرد.
در ۶ ژوئن ۲۰۱۶، موزه بازگشایی شد و به یک مکان جدید بزرگتر در Praça do Mar منتقل شد، همچنین در Sé، فونشال، فضایی به مساحت ۱۴۰۰ در زیر هتل Pestana CR7، سرمایه‌گذاری مشترک بین رونالدو و گروه Pestana را اشغال کرد.
افتتاح رسمی هتل در ۱ ژوئیه ۲۰۱۶ با حضور رونالدو به همراه رئیس‌جمهور پرتغال، مارسلو ربلو دسوزا، روسای دولت منطقه‌ای مادیرا، میگل آلبوکرکه و رئیس گروه Pestana , Dionisio Pestana برگزار شد.
در طی افتتاحیه هتل، میدان از Praça do Mar تا Praça CR7 نامگذاری شد.

## نمایشگاه‌ها
این نمایشگاه شامل عکس‌ها و فیلم‌هایی است که نمادی از حرفه این ورزشکار است و آثار مومی رونالدو با پس‌زمینه‌های تصویری که بازدیدکنندگان می‌توانند با آن عکس بگیرند. این موزه دارای تمام جوایز جوانان و حرفه‌ای است که رونالدو در باشگاه‌های آندورینها، ناسیونال دا مادیرا، اسپورتینگ، منچستریونایتد و رئال مادرید، یوونتوس و تیم ملی پرتغال کسب کرده‌است.